# Diocèse d'Anvers
Le diocèse d'Anvers est un diocèse suffragant de l'archidiocèse de Malines-Bruxelles. Il a été constitué en 1961 et l'on comptait en 2004 près de 1 289 847 baptisés pour 1 468 265 habitants. L'évêque actuel est Johan Bonny.

## Histoire

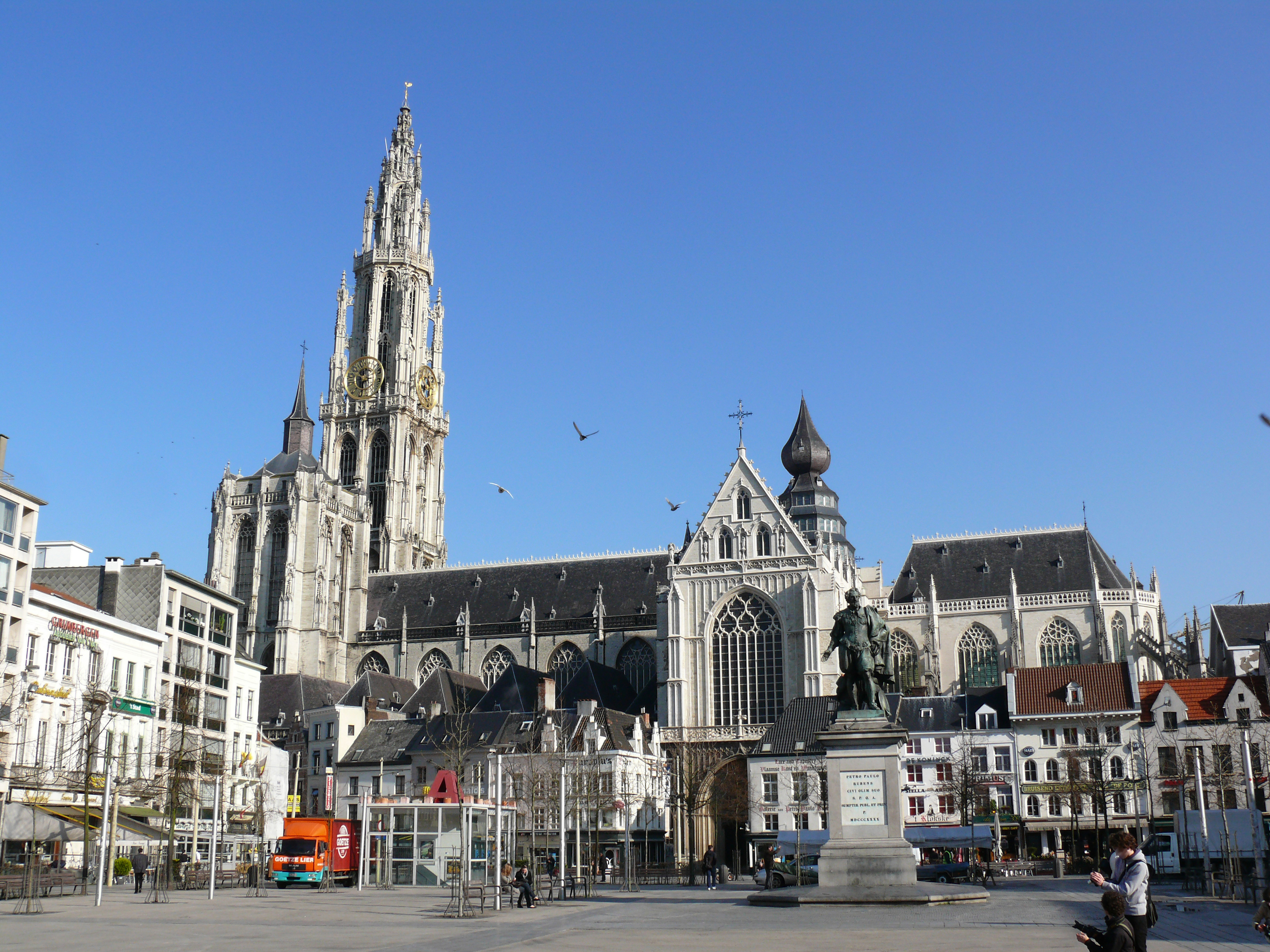
La cathédrale Notre-Dame d'Anvers.

Anvers ne fut le siège d'un évêché qu'en 1559. Jusqu'à cette date, la ville et la partie méridionale du diocèse forment un des six archidiaconés du diocèse de Cambrai. La partie septentrionale dépend de l'archidiaconé de Campine et appartient à l'évêché de Liège.
La bulle pontificale du 12 mai 1559, publiée par Paul IV, érige quatorze nouveaux diocèses, parmi lesquels celui d'Anvers, dépendant de la province ecclésiastique de Malines. C'est la bulle du 11 mars 1561 du pape Pie IV qui en fixe les limites. Celles-ci, au sud et à l'est n'allaient pas si loin que la province d'Anvers actuelle, en revanche au nord, elles débordent et englobent une partie du Brabant-Septentrional. Ceci s'inscrit dans le cadre de la réorganisation religieuse des Pays-Bas.
Philippe II d'Espagne, désigne Philippe Nigri — doyen de Sainte-Gudule à Bruxelles — comme premier évêque du nouveau diocèse, mais ce dernier meurt le 4 janvier 1563 avant d'avoir été sacré.
L'évêché d'Anvers est supprimé par la bulle Qui Christi Domini du 29 novembre 1801 du pape Pie VII (voir concordat de 1801), et rattaché à l'archidiocèse de Malines, sauf les territoires hollandais qui sont englobés dans le vicariat apostolique de Breda.
Ce n'est qu'en 1961 que le diocèse d'Anvers est rétabli avec un territoire correspondant plus ou moins à la province d'Anvers, sans Malines et quelques cantons qui restent attachés à l'archidiocèse de Malines-Bruxelles.  Aussi, le diocèse a une superficie moindre que la province : la différence est de quelque 300 km².

## Instituts Réligieux

### Chapitres
- Chapitre de saint Jacques
- Chapitre de Notre Dame
- Chapitre de saint Gommare  - Lier

### Abbayes
- Abbaye de Saint-Bernard - Hemixem ad Scaldis
- Abbaye de Saint Michel - Anvers
- Abbaye Notre-Dame du Sacré-Cœur de Westmalle
- Abbaye de Postel
- Abbaye de Tongerloo

### Couvents
- Couvent des Dominicains - Anvers
- Couvent des Jesuits - Anvers
- Couvent des Apostolines
- Couvent des Minimes
- Couvent des Réccolets

### Beguinages
- Beguinage d'Anvers
- Beguinage de Lier